# Cotlet schabowy
Kotlet schabowy este o varietate poloneză de cotlet similar cu șnițelul vienez , dar făcut din mușchi file din carne de porc (cu sau fără oase) sau din cotlet de porc.

Există de asemenea, o varietate poloneză de cotlet de piept de pui acoperit cu pesmet oarecum similar, sau cotlet din carne de curcan acoperit cu pesmet (kotlet z indyka) făcut la fel.
Istoria cotletului de porc polonez schabowy datează din secolul al XIX-lea. 
O colecție de rețete diferite pentru cotlete de carne, cum ar fi schabowy este prezentată într-o carte de bucate din 1860 de Lucyna Ćwierczakiewiczowa intitulat 365 obiadów za Pięć Złotych (365 mese festive pentru cinci zloți), dar se pare că lipsește din carte de bucate din 1786 de Wojciech Wielądek numit Kucharz doskonały (Bucătarul perfect). 
Ingredientele tipice includ: ouă, untură sau ulei, condimente, mușchiuleț de porc cu sau fără os, pesmet și făină.
Muschiulețul de porc se taie în felii de 1 țol și se bate până când acesta devine mai subțire și moale. Ouă și condimente sunt combinate pe o plăcuță separată și se bate ușor. 
Carnea se înmoaie în făină, apoi în ou, și apoi se acoperă cu pesmet. Uleiul este încălzit într-o tigaie până când începe să sfârâie și carnea este introdusă în ulei, apoi se întoarce de câteva ori. Se servește fierbinte. Kotlet schabowy poate fi servit cu piure de cartofi, ciuperci prăjite, legume fierte (varza călită), cu salate sau cu salată de varză.